# Гарри Пэджет Флэшмен
Гарри Пэджет Флэшмен (Harry Paget Flashman) — вымышленный литературный герой, созданный английским писателем Джорджем Макдоналдом Фрейзером (1925—2008). В серии приключенческих романов «записки Флэшмена», написанных в виде мемуаров отставного офицера британской армии (1840—1890-е).

## Биография персонажа
Гарри Пэджет Флэшмен — бригадир армии Её Величества королевы Виктории, родился в городе Эшби, Англии в 1822 году. После изгнания в 1839 году из школы в Рагби поступил в 11-й полк лёгких драгун, начав тем самым свою головокружительную карьеру. Флэшмен дожил до глубокой старости и скончался, окружённый почётом в 1915 году.
- Годы жизни: 1822—1915.
- Отец: Бакли Флэшмен.
- Мать: Алисия Флэшмен, урождённая леди Пэджет.
- Супруга: Элспет Флэшмен, урождённая Моррисон.
- Дети: сын и дочь, число внебрачных детей не установлено.
- Награды и титулы: кавалер креста Виктории, кавалер ордена Бани, кавалер ордена Индийской империи, рыцарь. Иностранные награды: орден Марии Терезии, (Австрия), орден Слона (Дания, временный), орден Чистоты и Правды Сан-Серафино (Мексика), Почётная медаль Конгресса (США), орден Почётного легиона (Франция).

## История возникновения
Персонаж Флэшмена впервые появился в 1856 году на страницах классического произведения Томаса Хьюза «Школьные годы Тома Брауна». Там он выступает в роли подлеца и негодяя, мучает школьников из младших классов, но при этом трусит и подхалимствует перед старшими. В конечном счёте был изгнан из привилегированной частной школы Рагби. Спустя столетие Джордж Макдоналд Фрейзер решает возродить забытого героя и порассуждать, что могло случиться с ним дальше. По его версии, Флэшмен идёт в армию, участвует в многочисленных военных кампаниях и авантюрах. На закате жизни бригадный генерал Флэшмен садится за мемуары. Обнаружив после смерти генерала его записки, родственники, напуганные возможным резонансом, скрывают их в течение многих лет, пока в 1965 г. коробку с рукописями случайным образом не обнаружили при аукционной распродаже имущества. Современный владелец мемуаров, дальний потомок сэра Гарри, мистер Пэджет Моррисон, предлагает Джорджу Макдоналду Фрейзеру литературно обработать и издать мемуары. Итогом становится 12-томная серия, известная под общим названием «Записки Флэшмена».

## Флэшмен как персонаж
Следуя за Хьюзом, Фрейзер наделяет Флэшмена яркими чертами антигероя: он подл, циничен, хамоват, труслив и беспринципен. В то же время он крепок, представителен, красив, обходителен и умён. Всё это позволяет создать ложное впечатление о себе как об отважном солдате и настоящем джентльмене. В результате Флэшмен успешно продвигается по службе, пользуется уважением начальства и с лёгкостью покоряет женские сердца. Как парадокс, вынужденный играть роль героя, он по воле судьбы неизменно оказывается вовлечён в приключения, которых всеми силами старается избежать. Его отправляют на войну, вовлекают в политические интриги, несмотря на увиливания и трусость героя, которому приходится соглашаться. Он переживает головокружительные и смертельно опасные приключения, из которых выходит живым, хотя слегка потрёпанным.
В ходе своих приключений Флэшмен встречает реальных исторических личностей: королеву Викторию, царя Николая I, президентов Линкольна и Гранта, герцога Веллингтона, генерала Кардигана, канцлера Бисмарка, императора Франца-Иосифа, императора Мексики Максимилиана, Белого раджу Брука, отчаянного стрелка Дикого Билла Хикока и др. К этому списку следует добавить длинный перечень «нецивилизованных» знакомцев: вожди индейцев Джеронимо, Бешеный Конь, королева Мадагаскара Ранавалуна, лидеры повстанцев-сипаев Нана-сагиб и Лакшми-бай, император Эфиопии Теодор и пр. Пересекаются его пути и с другими литературными персонажами, такими как Шерлок Холмс и доктор Ватсон.

## Книги серии

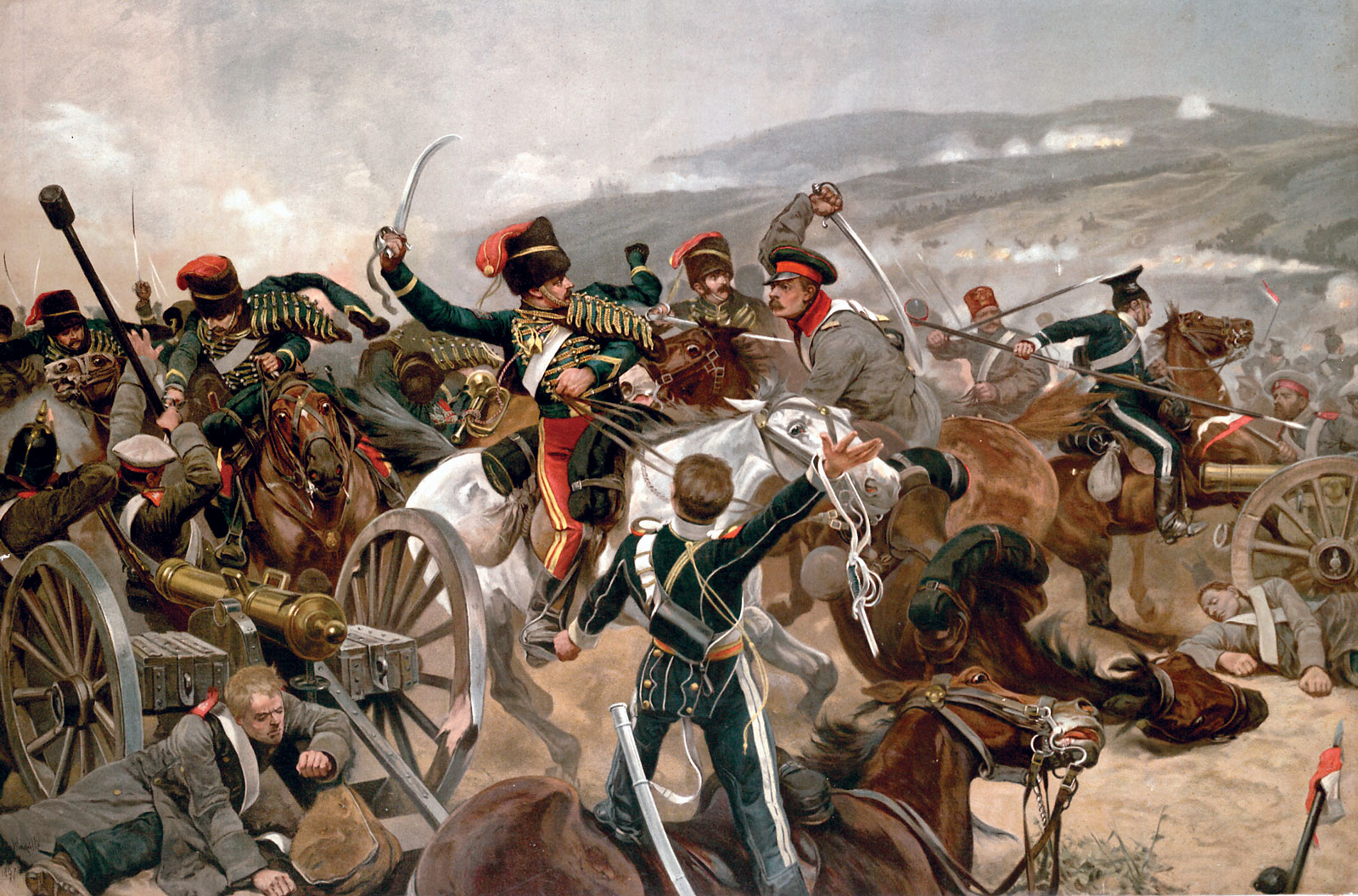
Ричард Кейтон Вудвиль. «Балаклавское сражение». 1897. Национальный музей армии, Лондон

1. «Флэшмен» (1969). Изгнанный из школы Гарри Флэшмен поступает в 11-й полк лёгких драгун (позднее 11-й гусарский полк), но в результате скандала вынужден временно перевестись в Индию. Благодаря двум врождённым талантам — дару к языкам и верховой езде, он оказывается на хорошем счету и получает назначение в Афганистан. Там ему предстоит стать участником трагических событий Первой англо-афганской войны (1837—1841 гг.)
2. «Флэш по-королевски» (1970). Овеянный славой капитан Флэшмен почивает на лаврах в Лондоне. Там у него происходит неожиданная и неприятная встреча с Отто фон Бисмарком, будущим «Железным канцлером». Спустя некоторое время Флэшмен едет в Пруссию, чтобы оказаться в самом эпицентре таинственного и опасного заговора, и это в самый разгар европейских революций 1848 года.
3. «Флэш без козырей» (1971). Под влиянием богатого тестя Флэшмен решает заняться политикой и войти в Парламент. Но в результате карточного скандала оказывается вынужден бежать из Англии. Корабль, на который он попал, принадлежит работорговцам, и Флэшмену приходится участвовать в перевозке «живого груза» через Атлантический океан. Корабль захватывает американское военное судно, и уходя от наказания, Флэшмен колесит по Америке, переживая массу увлекательных приключений и встретившись с начинающим ещё тогда политиком Авраамом Линкольном.
4. «Флэшмен на острие удара» (1973). 1854 год, начало Крымской войны. Флэшмен как всегда принимает меры, чтобы не попасть на фронт, но как всегда напрасно. Ему предстоит пережить смертоносную атаку лёгкой кавалерии под Балаклавой, попасть в плен и провести несколько месяцев в России, чтобы совершить в итоге головокружительное путешествие через половину Азии.
5. «Флэшмен в Большой игре» (1975). Получивший ответственное дипломатическое поручение Флэшмен оказывается в Индии, где вспыхивает великое восстание сипаев (1857—1859 гг.). Ему предстоит стать свидетелем самого опасного момента в истории Британской империи и лицом к лицу столкнуться с коварным русским шпионом графом Игнатьевым.
6. «Флэшмен под каблуком» (1977). Данный, шестой пакет «Записок» возвращает нас на много лет назад, когда Флэшмен только что вернулся из Афганистана. Кто бы мог подумать, что простой матч в крикет способен повлечь за собой такие события? Флэшмен с супругой и тестем отправляются в далёкий круиз на роскошной яхте богатого торговца Соломона Аслама. На самом деле под личиной купца скрывался знаменитый малайский пират, который похищает юную красавицу Элспет и скрывается с ней на Борнео. На помощь Флэшмену приходит отчаянный авантюрист Джеймс Брук, известный так же как Белый раджа Саравака. После кровопролитных схваток и погони за пиратами Флэшмен с Элспет оказываются на Мадагаскаре, где правит безумная и кровожадная королева Ранавалуна.
7. «Флэшмен и краснокожие» (1982). Книга начинается с того места, где обрывается «Флэш без козырей». Не имея возможности легально покинуть США, Флэшмен присоединяется к каравану, идущему через прерии в Калифорнию. Побывав в шкуре охотника за скальпами, Флэшмен попадает в племя апачей, которые дают ему меткое имя «Пускающий ветры». Во второй части книги, действие которой происходит спустя 25 лет, Флэшмен оказывается участником трагических событий битвы при Литтл-Бигхорне.
8. «Флэшмен и Дракон» (1985). 1860 год. Судьба и долг забрасывают сэра Гарри в пасть китайского дракона. В Китае ему предстоит стать свидетелем самой кровопролитной в истории того времени гражданской войны — восстания тайпинов, а также поучаствовать в феноменальной экспедиций англо-французского корпуса на Пекин. Ну а по пути стать любовником будущей императрицы Цыси и прихватить набор шахмат из редчайшего чёрного нефрита.
9. «Флэшмен и Гора Света» (1990). Девятый пакет «Записок» снова возвращает нас в ранние годы карьеры Флэшмена и посвящён его участию в Первой сикхской войне 1845—1846 гг. Приключения среди странного и удивительного народа сикхов неразрывно связаны с историей знаменитого алмаза «Кохинур» («Гора Света»), которому не без помощи Флэшмена предстояло украсить корону Британской империи.
10. «Флэшмен и Ангел Господень» (1994). 1859 год. Ещё одна глава из американских приключений Гарри Флэшмена. На этот раз американское правительство (при заочной помощи прообраза ку-клукс-клана и «Подземной железной дороги») вынуждает знаменитого английского вояку принять участие в заговоре прославленного борца с рабством Джона «Осоватоми» Брауна. Флэшмен, которому искренне наплевать как на аболиционистов, так и их противников, попадает в смертельную ловушку в арсенале Харперс-Ферри.
11. «Флэшмен и Тигр» (1999). В отличие от прочих, данный том составлен из трёх отдельных частей. В первой Флэшмен оказывается причастен к эпизоду, который мог бы развязать Первую мировую войну на четверть века раньше срока. Во второй оказывается в центре знаменитого скандала вокруг партии в баккара, который нанёс страшный удар по английской королевской семье. И наконец в третьей Флэшмен рассказывает о неизвестной Артуру Конану Дойлу стороне знаменитого дела «Пустой дом», связанного с поимкой Шерлоком Холмсом хладнокровного убийцы, полковника Морана.
12. «Флэшмен на марше» (2005). Последняя из книг о Флэшмене, которую успел написать Фрейзер посвящена удивительной экспедиции британского корпуса в сердце Африки. Чокнутый император Эфиопии Теодор захватывает в плен английских дипломатов. На выручку бедолаг отправляется генерал Нэпьер с отборными войсками. Но как в таком опасном предприятии можно обойтись без сорвиголовы полковника Флэшмена?

Помимо перечисленных двенадцати томов к «Запискам Флэшмена» примыкают ещё две книги:
- «Чёрный Аякс» (1997) — в которой действует отец сэра Гарри, Бакли Флэшмен
- «Мистер Американец» (1980), где появляется сам Флэшмен, но уже в преклонном возрасте.

## Экранизации
- 1975 — по второй книге серии, «Флэш по-королевски» снят полнометражный художественный фильм «Королевский блеск» (под таким наименованием он показывался по российскому ТВ) с Малколмом Макдауэллом в роли Флэшмена[2].
- 2007 — британская телекомпания «Селтик филмз» объявила о начале съёмок телесериала по мотивам четвёртой книги серии, «Флэшмен на острие удара». Но эти планы не осуществились, видимо по причине последовавшей в 2008 году смерти Дж. М. Фрейзера.
- 2012 — появилась информация о планах экранизации одной из книг серии. На роль главного героя планируется Майкл Фассбендер.

## Влияние на других авторов
Успех литературной эпопеи Флэшмена оказал значительное влияние на авторов приключенческой литературы, многие из которых являются преданными почитателями творчества Дж. М. Фрейзера. В частности:
- Писатель Бернард Корнуэлл при создании своих «Саксонских хроник» наделил одного из персонажей, принца Этельвольда, узнаваемыми чертами Флэшмена.
- В романе Терри Пратчетта «Пирамиды» волшебник-пройдоха Ринсвинд третирует учеников школы гильдии убийц Анк-Морпорка, что пародирует оригинального Флэшмена из книги Хьюза[3].
- Сэнди Митчелл, автор книг про комиссара Кайафаса Каина из серии «Вархаммер 40000» создавал своего героя под явным влиянием образа сэра Гарри.
- Американский автор Рэймонд Сондерс написал серию из трёх книг о похождениях «американского Флэшмена», Фенвика Треверса.